# 占科伊区 (克里米亚自治共和国)
占科伊区（羅馬化：Dzhankoiskyi raion）是乌克兰在克里米亚自治共和国成立的区份，行政中心为占科伊。
此区成立于2023年9月7日，其区域包括占科伊市拉达和原占科伊区管辖的区域。但由于乌克兰并未实际控制克里米亚，故事实上此区并未真正运作。

## 聚居地及下属拉达
该区境内共有114个聚居地：一个城市、两个市级镇、106个村庄和5个乡村居民点。在行政管理上该区有29个拉达（或称议会）：一个市拉达、两个镇拉达和26个村达拉。